# Franz Hüther
Franz Hüther (* 1. Mai 2002) ist ein deutscher Volleyballspieler.

## Karriere
Hüther spielte von 2019 bis 2022 mit der Nachwuchsmannschaft VC Olympia Berlin in der zweiten Liga Nord. In den letzten beiden Jahren hatte er parallel dazu jeweils ein Doppelspielrecht, zunächst 2020/21 beim Zweitligisten SV Lindow-Gransee und 2021/22 beim Erstligisten Netzhoppers Königs Wusterhausen. 2022 wechselte der Mittelblocker zum österreichischen Erstligisten VCA Amstetten NÖ. 2024 kehrte er zurück nach Deutschland, wo er vom Erstligisten VC Bitterfeld-Wolfen verpflichtet wurde.